# 김기태 (1952년)
김기태(金基泰, 1952년 10월 16일~), 또는 일본명인 가네시로 모토야스(일본어: 金城 基泰)는 재일 한국인 출신으로 일본으로 귀화했다.
일본 프로 야구에서 히로시마 도요 카프, 난카이 호크스, 요미우리 자이언츠에서 활동하였으며 KBO 리그 청보 핀토스와 삼성 라이온즈에서 뛰었던 투수출신의 전 프로 야구 선수이다. 우투우타였으며 일본에서 당한 교통사고 후유증 탓인지 시력이 떨어져 밤에는 포수의 손가락 사인을 구분하지 못했고 한국무대 첫 해 6폭투로 82년 이광권이 기록한 역대 잠수함 투수 최다 폭투 타이 기록을 세웠으며 그 이후 89년 김진욱 98년 임창식에 의해 타이가 됐지만 99년 박정현이 10폭투로 역대 잠수함 투수 최다폭투 기록을 세웠다.

## 경력
- 일본 고노하나상업고등학교(此花商業高等學校, 현재: 고노하나학원고등학교, 此花學院高等學校)
- 히로시마 도요 카프 : 1971년-1976년
- 난카이 호크스 : 1977년-1984년 (장명부를 상대로 트레이드)
- 요미우리 자이언츠 : 1985년
- 청보 핀토스 : 1986년
- 삼성 라이온즈 : 1987년 1월 청보 핀토스에서 트레이드됨 (연봉 1억 2,000만 원)